# Туреччина на зимових Олімпійських іграх 2022
Туреччина взяла участь у зимових Олімпійських іграх 2022, що тривали з 4 до 20 лютого в Пекіні (Китай).
Збірна Туреччини складалася з семи спортсменів (чотирьох чоловіків і трьох жінок), що змагалися в чотирьох видах спорту. Фуркан Акар і Айшенур Думан несли прапор своєї країни на церемонії відкриття.

## Спортсмени
Кількість спортсменів, що взяли участь в Іграх, за видами спорту.
| Вид спорту          | Чоловіки | Жінки | Загалом |
| ------------------- | -------- | ----- | ------- |
| Гірськолижний спорт | 1        | 1     | 2       |
| Лижні перегони      | 1        | 2     | 3       |
| Шорт-трек           | 1        | 0     | 1       |
| Стрибки з трампліна | 1        | 0     | 1       |
| Загалом             | 4        | 3     | 7       |

## Гірськолижний спорт
Від Туреччини на ігри кваліфікувалися один гірськолижник і одна гірськолижниця, що відповідали базовому кваліфікаційному критерію.
| Спортсмен         | Дисципліна                    | 1-й спуск | 1-й спуск | 2-й спуск   | 2-й спуск   | Сума        | Сума        |
| Спортсмен         | Дисципліна                    | Час       | Місце     | Час         | Місце       | Час         | Місце       |
| ----------------- | ----------------------------- | --------- | --------- | ----------- | ----------- | ----------- | ----------- |
| Беркін Уста       | Гігантський слалом (чоловіки) | 1:17.91   | 45        | 1:24.81     | 43          | 2:42.72     | 43          |
| Беркін Уста       | Слалом (чоловіки)             | НФ        | НФ        | Не потрапив | Не потрапив | Не потрапив | Не потрапив |
| Озлем Чарикчиоглу | Слалом (жінки)                | 1:09.45   | 56        | 1:09.47     | 49          | 2:18.92     | 49          |
| Озлем Чарикчиоглу | Гігантський слалом (жінки)    | 1:15.98   | 59        | 1:14.75     | 47          | 2:30.73     | 48          |

## Лижні перегони
Від Туреччини на Ігри кваліфікувалися один лижник і дві лижниці.
Дистанційні перегони
| Спортсмен           | Дисципліна                        | Фінал        | Фінал        | Фінал        |
| Спортсмен           | Дисципліна                        | Час          | Відставання  | Місце        |
| ------------------- | --------------------------------- | ------------ | ------------ | ------------ |
| Юсуф Емре Фират     | 15 км класичним стилем (чоловіки) | Не фінішував | Не фінішував | Не фінішував |
| Айшенур Думан       | 10 км класичним стилем (жінки)    | 87           | 37:36.7      | 9:30.4       |
| Озлем Джерен Дурсун | 10 км класичним стилем (жінки)    | 92           | 39:17.6      | 11:11.3      |

Спринт
| Спортсмен                         | Дисципліна               | Кваліфікація | Кваліфікація | Чвертьфінал  | Чвертьфінал  | Півфінал         | Півфінал     | Фінал        | Фінал        |
| Спортсмен                         | Дисципліна               | Час          | Місце        | Час          | Місце        | Час              | Місце        | Час          | Місце        |
| --------------------------------- | ------------------------ | ------------ | ------------ | ------------ | ------------ | ---------------- | ------------ | ------------ | ------------ |
| Юсуф Емре Фират                   | Спринт (чоловіки)        | 3:15.96      | 80           | Не потрапив  | Не потрапив  | Не потрапив      | Не потрапив  | Не потрапив  | Не потрапив  |
| Айшенур Думан                     | Спринт (жінки)           | 4:08.47      | 85           | Не потрапила | Не потрапила | Не потрапила     | Не потрапила | Не потрапила | Не потрапила |
| Айшенур Думан Озлем Джерен Дурсун | Командний спринт (жінки) | N/A          | N/A          | N/A          | N/A          | Відстали на коло | 12           | Не потрапили | Не потрапили |

## Шорт-трек
Від Туреччини на Ігри кваліфікувався один шорт-трекіст. Це був дебют країни в шорт-треці на Зимових Олімпійських іграх.
| Спортсмен   | Дисципліна | Попередній заїзд | Попередній заїзд | Чвертьфінал | Чвертьфінал | Півфінал | Півфінал | Фінал    | Фінал |
| Спортсмен   | Дисципліна | Час              | Місце            | Час         | Місце       | Час      | Місце    | Час      | Місце |
| ----------- | ---------- | ---------------- | ---------------- | ----------- | ----------- | -------- | -------- | -------- | ----- |
| Фуркан Акар | 1000 м     | 1:25.462         | 2 Q              | 1:25.490    | 1 Q         | 1:27.102 | 3 QB     | 1:36.052 | 6     |

## Стрибки з трампліна
Від Туреччини на ігри кваліфікувався один стрибун з трампліна.
| Спортсмен            | Дисципліна                     | Кваліфікація | Кваліфікація | Кваліфікація | Перший раунд | Перший раунд | Перший раунд | Фінал       | Фінал       | Фінал       | Загалом     | Загалом     |
| Спортсмен            | Дисципліна                     | Відстань     | Бали         | Місце        | Відстань     | Бали         | Місце        | Відстань    | Бали        | Місце       | Бали        | Місце       |
| -------------------- | ------------------------------ | ------------ | ------------ | ------------ | ------------ | ------------ | ------------ | ----------- | ----------- | ----------- | ----------- | ----------- |
| Фатіх Арда Іпджіойлу | Нормальний трамплін (чоловіки) | 74.5         | 52.8         | 46 Q         | 99.0         | 115.0        | 36           | Не потрапив | Не потрапив | Не потрапив | Не потрапив | Не потрапив |
| Фатіх Арда Іпджіойлу | Великий трамплін (чоловіки)    | 116.0        | 94.6         | 40 Q         | 124.0        | 109.5        | 40           | Не потрапив | Не потрапив | Не потрапив | Не потрапив | Не потрапив |